# Haryanvi jezik
Haryanvi jezik (bangaru, banger, bangri, bangru, chamarwa, desari, hariani, hariyani, haryani, jatu; ISO 639-3: bgc), indoarijski jezik uže zapadnohinduske skupine, unutar koje se s još sedam jezika vodi kao neklasificiran.
Njime govori 13 000 000 ljudi (1992 SIL) od 16 000 000 etničkih (1992 SIL) u državama Haryana, Radžastan, Punjab, Karnataka, Himachal Pradesh, Uttar Pradesh i Delhiju. Dijalekti su mu bangaru vlastiti, deswali i khadar. Piše se devanagarijem

## Vanjske poveznice
- Ethnologue (14th)
- Ethnologue (15th)